# Kopskiekelwein

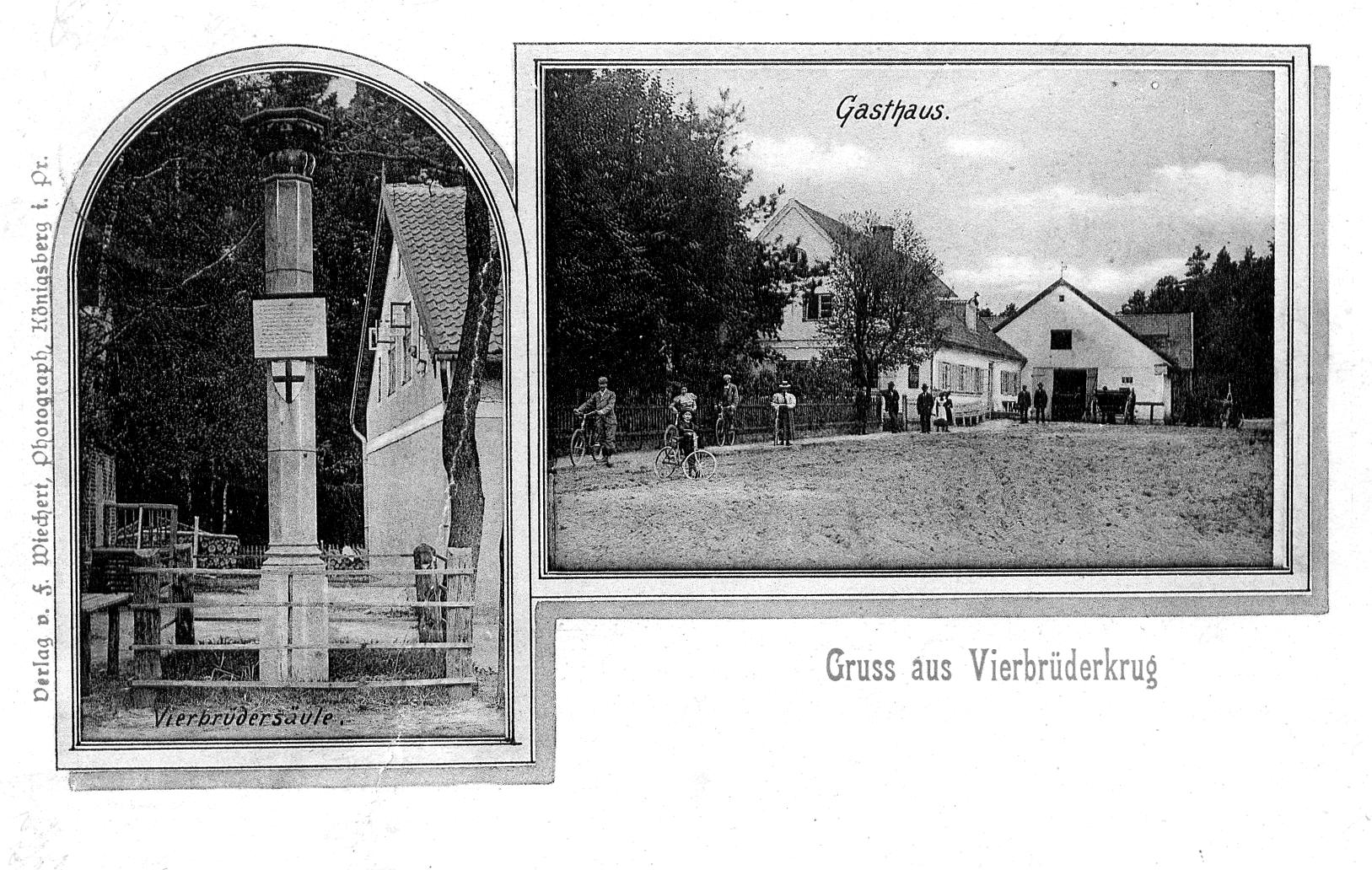
Vierbrüderkrug in Metgethen

Kopskiekelwein war Johannisbeerwein in Ostpreußen.
Er wurde mit schwarzen oder roten Johannisbeeren angesetzt und mit Zuckerhefen, z. B. mit Burgunderhefe, vergoren. Wer zu große Freude an ihm hatte, ging „kopskiekel“ – kopfüber oder „kopeister“. Beliebte Schankstätten waren das Forsthaus Moditten und der Vierbrüderkrug in Metgethen.